# ماتئو پیکاردو
ماتئو پیکاردو (انگلیسی: Matteo Piccardo؛ زادهٔ ۲۸ فوریهٔ ۲۰۰۰) بازیکن فوتبال اهل ایتالیا است.
وی همچنین در تیم‌های ملی فوتبال زیر ۱۶ سال ایتالیا، زیر ۱۸ سال ایتالیا، و زیر ۱۹ سال ایتالیا بازی کرده‌است.